# Adriaan Vlacq
Adriaan Vlacq (neerlandès: Adriaen Vlacq)  (Gouda, 1600 - la Haia, abril 1667), també escrit Vlack o, llatinitzat, Vlaccus, fou un editor, llibreter i matemàtic neerlandès del segle XVII. Un cràter lunar porta el seu nom.

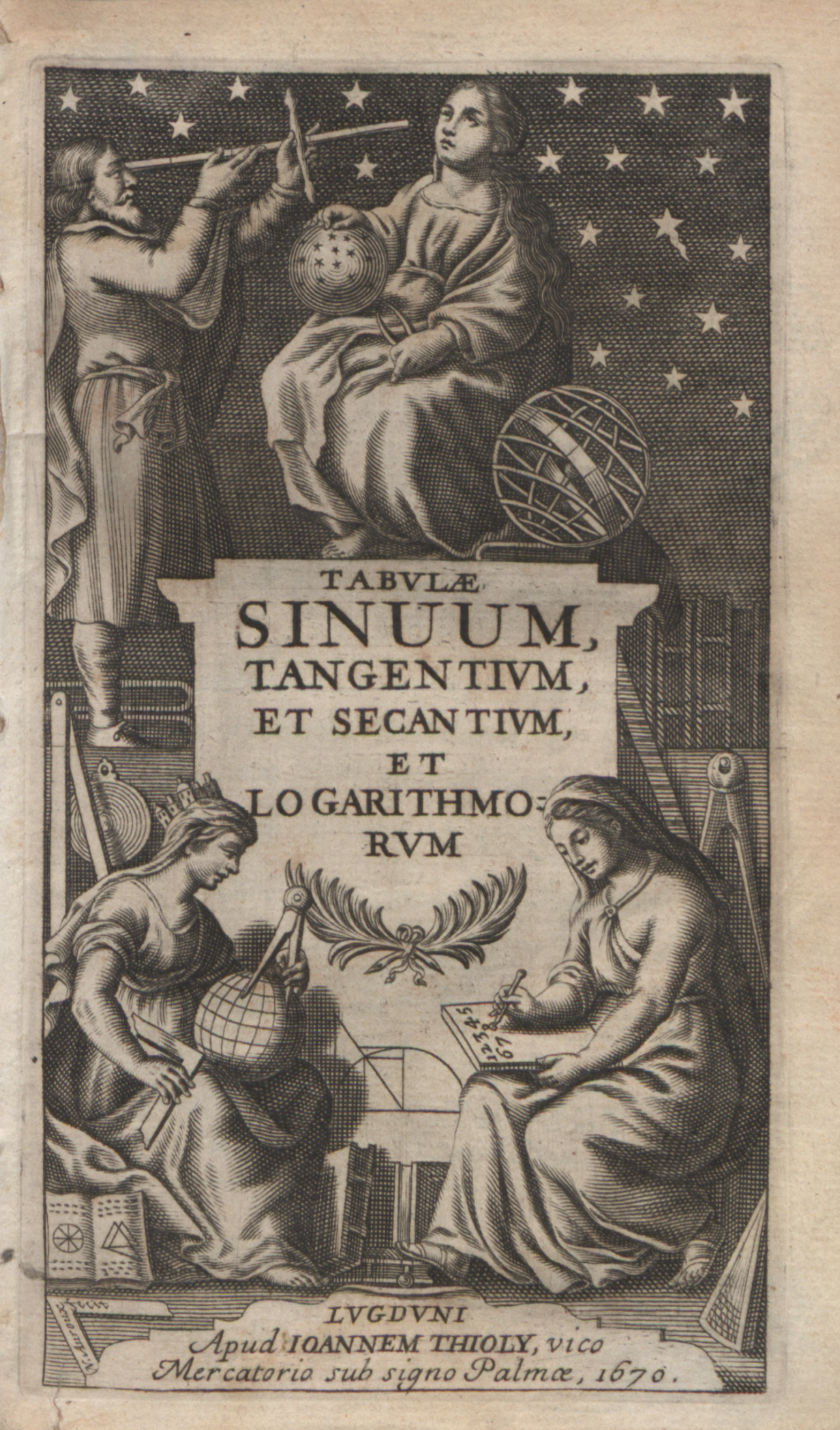
Tabulae, 1670

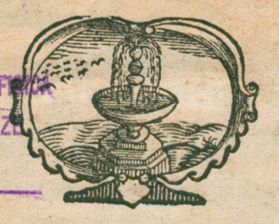
Marca de Vlacq)

No es coneix gaire dels primers anys de la vida de Vlacq. Nascut en una família benestant de Gouda, cal suposar que va tenir una bona educació. Va fer amistat amb l'agrimensor i professor de matemàtiques Ezequiel de Decker, que havia estat un dels primers europeus continentals en adonar-se'n del potencial de càlcul de les taules de logaritmes de Henry Briggs. Com que de Decker ni sabia llatí, ni tenia capital suficient per a publicar-ne una traducció al neerlandès, va acordar amb Vlacq (que tenia les dues coses) fer-ho conjuntament. El 1625 es van firmar tres contractes en els quals es recollien els acords i els permisos per a la publicació.
La intenció era no solament traduir l'obra de Briggs, sinó ampliar-la, ja que les taules de logaritmes de Briggs només cobrien els nombres 1 a 20000 i 90000 a 100000. Calia calcular els logaritmes dels nombres 20001 a 89999, per a completar-la. La tasca era enorme i també hi va intervenir Lourens Borreman, sense que se sàpiga amb certesa qui va ser el qui va aportar més esforç a ella. Aquestes taules van ser finalment publicades el 1627 per l'editor Pieter Rammaseijn de Gouda, amb el títol Tweede deel i autoria de Decker. Molt poques còpies han sobreviscut d'aquesta edició.
Finalment, el 1628, Vlacq va publicar Arithmetica logarithmica en francès i en llatí. La introducció era una traducció de l'obra de Briggs (excepte el capítols 12 i 13) i les taules eren les del Tweede deel, però no es mencionava l'autoria de Decker. Aquestes taules va tenir una influència decisiva en el desenvolupament de les matemàtiques posteriors, ja que van ser reimpreses nombroses vegades fins al segle xix.
Cap a 1630 Vlacq tenia preparada una taula trigonomètrica amb els sinus, cosinus, tangents, secants, cotangents i cosecants de tots els angles cada 10 segons de quadrant, però no van ser publicades fins al 1633 amb el títol de Trigonometria artificialis.
De 1632 a 1642 Vlacq va viure a Londres, fent d'editor i llibreter i, probablement, promocionant la venda dels seus llibres. El 1642, en caure el rei Carles, es va traslladar a París, on va residir fins al 1648 en què es va traslladar definitivament a la Haia, sempre editant llibres i prosseguint els seus negocis de llibreter.
Alguns autors, consideren que Vlack no era un matemàtic, sinó que era un editor que va editar llibres de matemàtiques, entre altres tipus de llibres.